# 福岡県立山門高等学校
福岡県立山門高等学校（ふくおかけんりつ やまとこうとうがっこう）は、福岡県みやま市瀬高町大字上庄にある公立高等学校。

## 概要
歴史
1908年（明治41年）、瀬高町立瀬高高等小学校（現・みやま市立瀬高中学校）に附設された「瀬高実業補習学校」を前身とする。1913年（大正2年）に「瀬高技芸女学校」へ、1939年（昭和14年）には「瀬高高等女学校」に改組・改称。1948年（昭和23年）の学制改革に伴い現在の校名となり、翌1949年（昭和24年）に男女共学を開始。1913年（大正2年）を基準に創立年が数えられており、2022年（令和4年）に創立110周年を迎えた。
設置課程・学科
全日制課程 普通科
- 一般コース
- 理数コース

校訓
「至誠・信愛・創造」
校章
中央に校名の頭文字である「山」の文字を配している。
校歌
作詞は竜英二、作曲は内川美谷子による。
通学区
- 一般コース - 福岡県第10学区内の各市・町および筑後市の筑後中学校の校区
- 理数コース - 福岡県全域

## 沿革
- 1908年（明治41年）4月 - 「瀬高実業補習学校」を瀬高町立瀬高高等小学校内に附設し、女子部を置く。
- 1913年（明治45年）4月 - 初代校長に阿部金雄が任命される。
- 1913年（大正2年）4月 - 徒弟学校規定により、新たに学則を定め、「瀬高技芸女学校」を開設。
- 1921年（大正10年）4月	- 山門郡立として学則を変更し、修業年限を本科第一部を4年、別科1年とし、生徒定員を本科300人、別科若干名とする。
- 1922年（大正11年）4月 - 県立移管により、「福岡県立山門高等技芸女学校」と改称。
- 1923年（大正12年）4月 - 「福岡県立山門実業女学校」と改称。
- 1930年（昭和5年）3月 - 「福岡県立山門高等実業女学校」に改称。
- 1939年（昭和14年）4月 - 「福岡県立山門高等女学校」に改組される（生徒定員600名）。
- 1947年（昭和22年）4月 - 高等女学校としての生徒募集を停止。学制改革の経過措置により、新制中学校を併設し（以下・併設中学校）、高等女学校1・2年修了者を併設中学校2・3年生として収容。
- 1948年（昭和23年）4月 - 学制改革により、新制高等学校「福岡県立山門高等学校」（この時点で女子校）に改組・改称。併設中学校を継承し、1946年（昭和21年）に高等女学校へ最後に入学した3年生のみとなる。
  - 7月 - 定時制課程を設置。
- 1949年（昭和24年）
  - 3月31日 - 最後の卒業生を送り出し、併設中学校を廃止。
  - 4月 - 男女共学を実施。
- 1951年（昭和26年）4月 - 新校章・校歌を制定。
- 1955年（昭和30年）3月 - 家庭寮を特別教室に増改築。
- 1956年（昭和31年）3月	- 定時制の生徒募集を停止。
- 1965年（昭和40年）3月 - 鉄筋コンクリート造3階建ての校舎を増築。
- 1966年（昭和41年）3月 - 本館を改築。
- 1967年（昭和42年）2月 - 鉄筋コンクリート造4階建ての本館が完成。
- 1969年（昭和44年）2月 - 鉄筋コンクリート造4階建ての本館が完成。
- 1971年（昭和46年）3月 - 体育館が完成。
- 1977年（昭和52年）10月 - 第二棟が完成。
- 1980年（昭和55年）5月 - プールが完成。
- 1981年（昭和56年）3月 - 武道場が完成。
- 1983年（昭和58年）1月	- 運動場の全面改修工事を完了。
- 1991年（平成3年）3月 - 食堂を新築。
- 1997年（平成9年）
  - 3月 - 弓道場を新築。
  - 4月 - 理数コースを新設。
- 1998年（平成10年）3月 - 校舎等大規模改造第一期工事が完了。
- 2000年（平成12年）6月	- 校舎等大規模改造第二期工事が完了。
- 2004年（平成16年）9月	- 図書館・視聴覚教室が完成。
- 2012年（平成24年）
  - 2月	- 特別教室棟の大規模改造（耐震補強）工事が完了。
  - 11月	- 創立100周年記念式典を挙行。
- 2013年（平成25年）
  - 2月	- 正門を改修。
  - 3月	- 武道場の大規模改修（耐震補強）工事が完了。

## 交通アクセス
最寄りの鉄道駅
- JR九州 鹿児島本線 瀬高駅より自転車で約5分
- 西鉄電車 天神大牟田線 西鉄柳川駅より自転車で約15分

最寄りのバス停
- 堀川バス「山門高校前」バス停（JR瀬高駅から約5分、西鉄柳川駅から約15分）

最寄りの幹線道路
- 国道443号

## 著名な出身者
- 古賀誠（衆議院議員、第72代運輸大臣）
- 金子健次（福岡県柳川市長）
- 本村正秀（佐川急便社長）
- 亀崎英敏（元三菱商事副社長、元台湾三菱商事会社社長、元日本銀行政策委員会審議委員）
- 北嶋信顕（ユーシーカード社長、元日本クレジットカード協会会長、元みずほ信託銀行常務執行役員）
- 藤丸敏（衆議院議員）
- 板橋聡（福岡県議会議員、元伊藤忠商事）
- 原愛梨（書道家）
- 緒方修一（装丁家）